# Boyeux-Saint-Jérôme
Boyeux-Saint-Jérôme är en kommun i departementet Ain i regionen Auvergne-Rhône-Alpes i östra Frankrike. Kommunen ligger  i kantonen Poncin som ligger i arrondissementet Nantua. Kommunens areal är 16,94 km². År 2022 hade Boyeux-Saint-Jérôme 362 invånare.

## Befolkningsutveckling
Antalet invånare i kommunen Boyeux-Saint-Jérôme
Referens: INSEE